# Unquillosaurus
Unquillosaurus ("ještěr od řeky Unquillo") je rod vyhynulého unenlagidního teropodního dinosaura, žijícího v období svrchní křídy (asi před 72 miliony let) na území dnešní Argentiny. Zachovala se z něho pouze jedna pánevní kost, která nasvědčuje tomu, že celková délka tohoto dinosaura dosáhla asi 3 metrů.
Typovým druhem je U. ceibalii, popsaný Powellem v roce 1979 a znovu prostudovaný Novasem a Agnolinem v roce 2004. Ti se domnívali, že šlo pravděpodobně o dromaeosaurida.